# Ulica Kłodna w Szczecinie
Ulica Kłodna (do 1945: Baumstraße) – jedna z ulic położonych na terenie osiedla Stare Miasto, w dzielnicy Śródmieście w Szczecinie.

## Historia
Początkowo, do schyłku XV wieku obecna ulica Kłodna zwana była „ulicą rzeźników” (knakenhowerstrate). Na początku XVI wieku dolny odcinek nazwany został „ulicą kłodną” (bomstrate, 1503); nazwa nawiązywała do drewnianej kłody, jaka zamontowana była u wylotu ulicy na Odrze. Kłoda ta pełniła funkcję śluzy, otwieranej wówczas, gdy wypływający ze Szczecina statek dopełnił wszelkich formalności. W 1559 roku zmieniono nazwę górnego odcinka ulicy i od tamtej pory cały odcinek nazywany był już ulicą Kłodną (baumstrate, 1559).
W tym samym czasie zbudowano pomost łączący obydwa brzegi rzeki i umożliwiający przeprawę na Łasztownię. Nową przeprawę wykorzystywano także do przeprowadzania bydła do nowej rzeźni na Łasztowni. Podobnie, jak na innych ulicach, które dochodziły do nabrzeża, u wylotu ulicy Kłodnej wznosiła się brama miejska zwaną Bramą Kłodną (bomdor, 1397, Bombrugge Dor, 1554). Została ona zlikwidowana dopiero w 1827.
Bombardowania alianckie zrujnowały Stare Miasto, ucierpiała także zabudowa ulicy Kłodnej. Po 1945 ulicę na całej długości nazwano Pływacką. Po wybudowaniu Arterii Nadodrzańskiej oraz wiaduktów Trasy Zamkowej dolna część ulicy została zlikwidowana. Górną część ulicy odtworzono po 2000 roku i przywrócono jej nazwę ulicy Kłodnej. Odbudowano część kamienic, posadawiając współczesne budynki na historycznych fundamentach. Do dziś niezabudowana pozostaje lewa strona ulicy.

## Przebieg
Przedwojenna ulica Kłodna rozpoczynała się od skrzyżowania z obecnym Bulwarem Piastowskim. Następnie krzyżowała się z ul. Małą Odrzańską i Warzywną, kończąc bieg na ul. Panieńskiej. Współcześnie Kłodna rozpoczyna się ślepo w pobliżu wiaduktów trasy Zamkowej i nie krzyżując się z żadną ulicą kończy się na ul. Panieńskiej

## Plany na przyszłość
Planuje się wyburzenie łącznic Trasy Zamkowej przecinających ciąg dawnej ulicy Kłodnej.

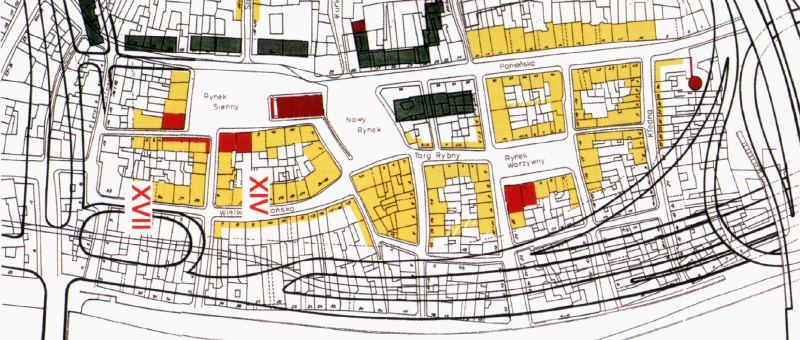
Plan rewitalizacji Podzamcza – zaznaczone na żółto budynki przeznaczono do odbudowy. Do dziś odbudowano jedynie kamienice pod basztą (lewa strona ulicy)

## Zdjęcia

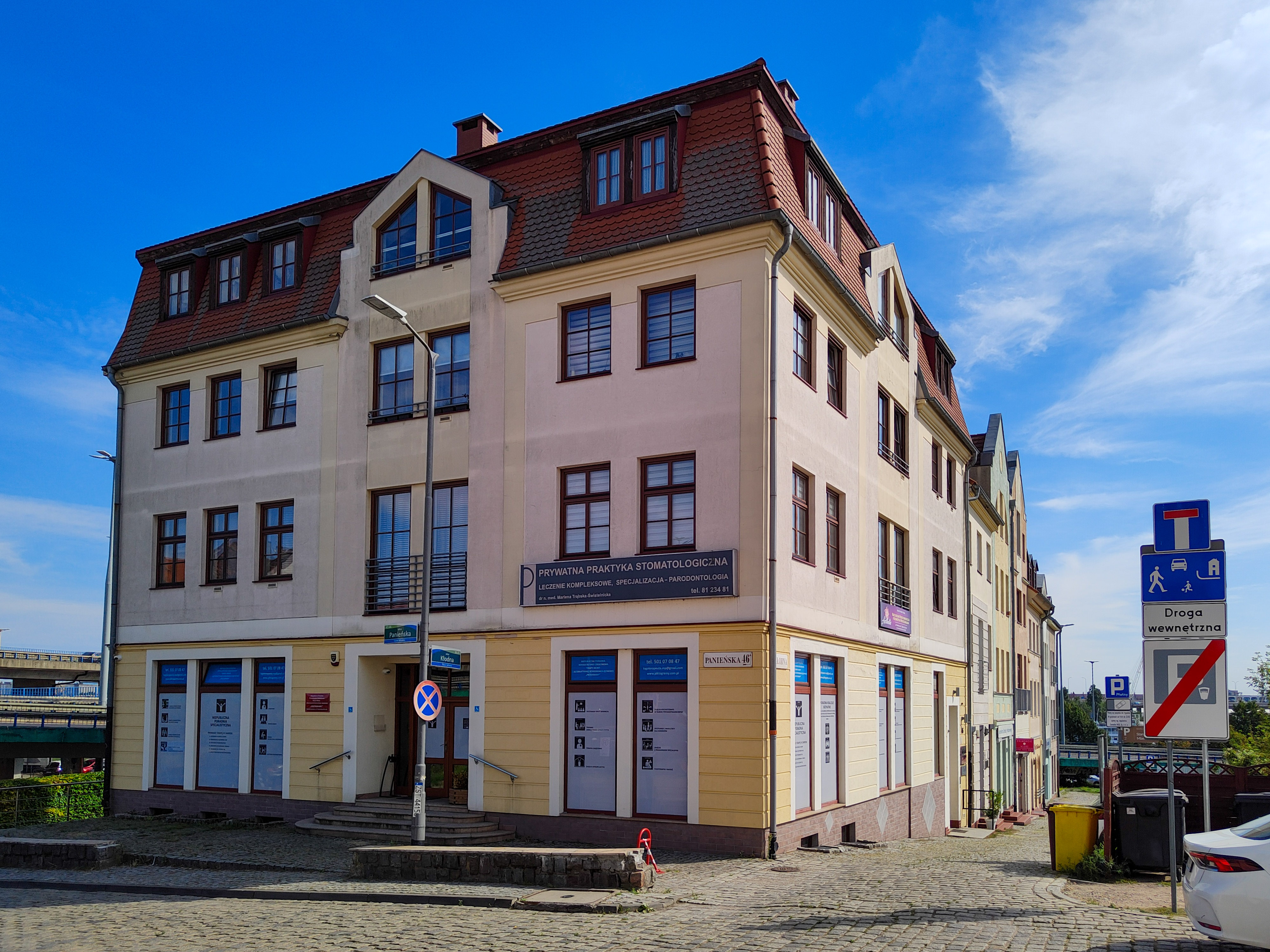
Współczesne kamienice
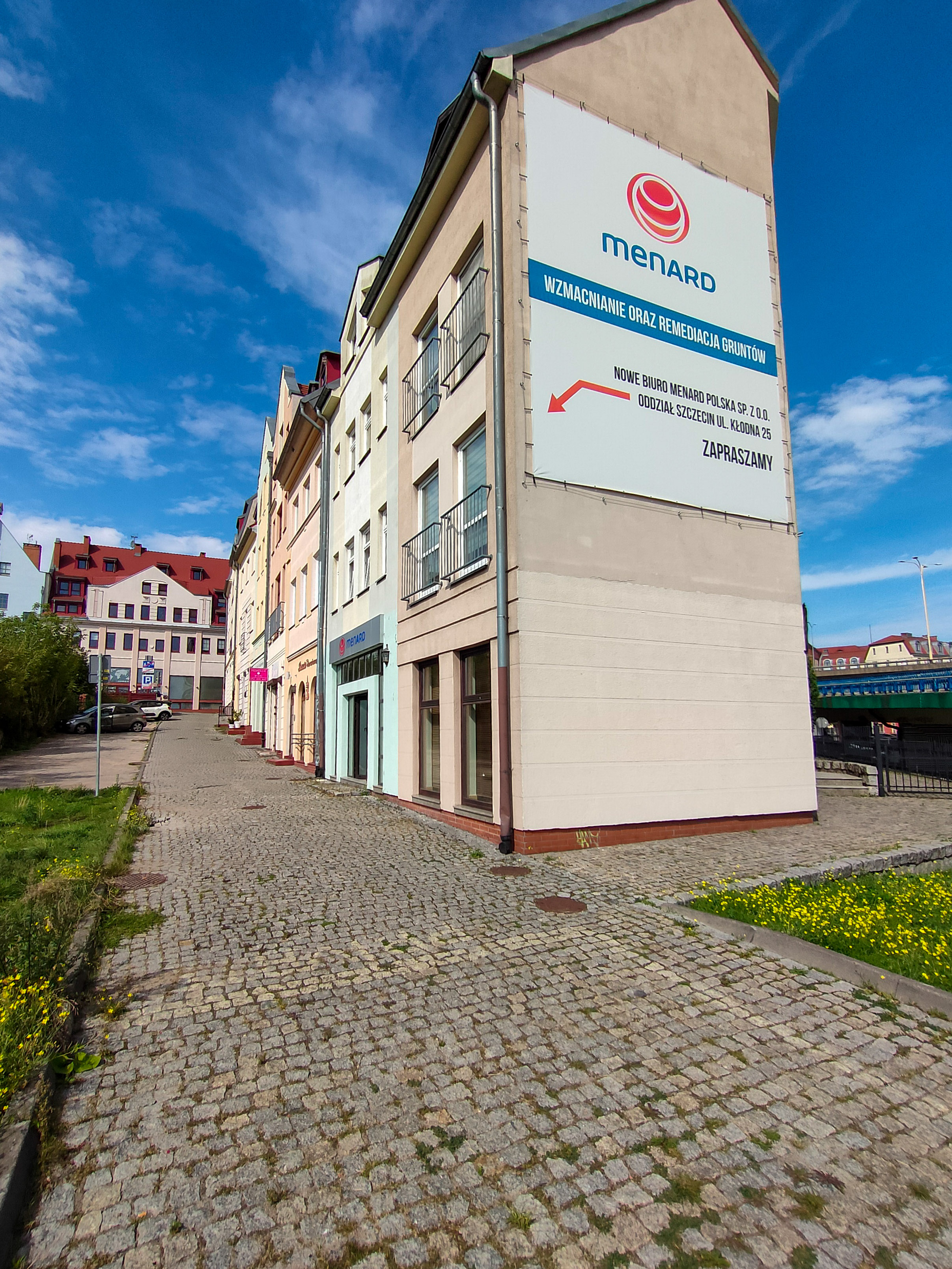
Widok w stronę ulicy Panieńskiej
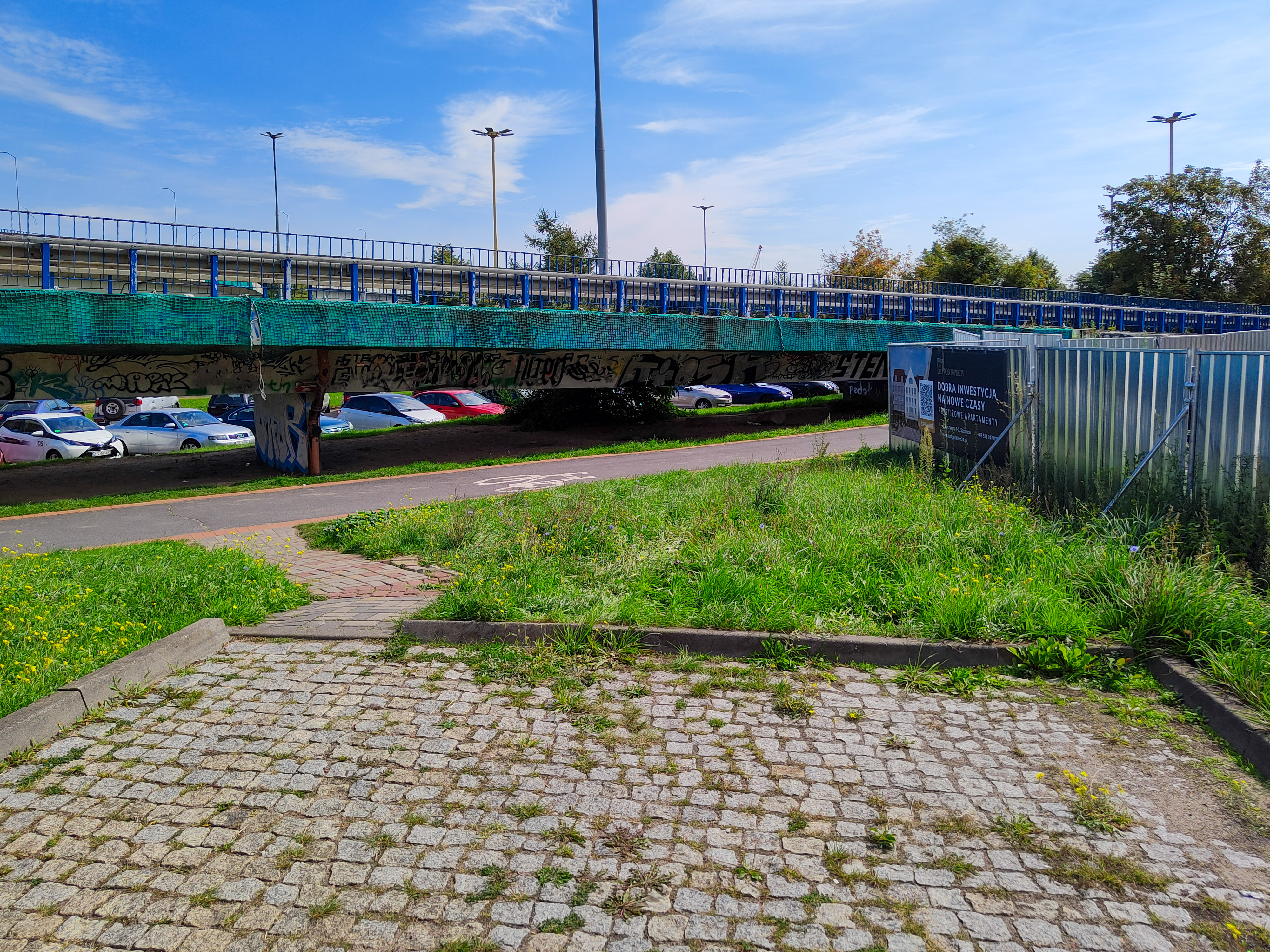
Końcowy odcinek ulicy przy wiaduktach Trasy Zamkowej. Dawniej ulica biegła aż do nabrzeża Odry
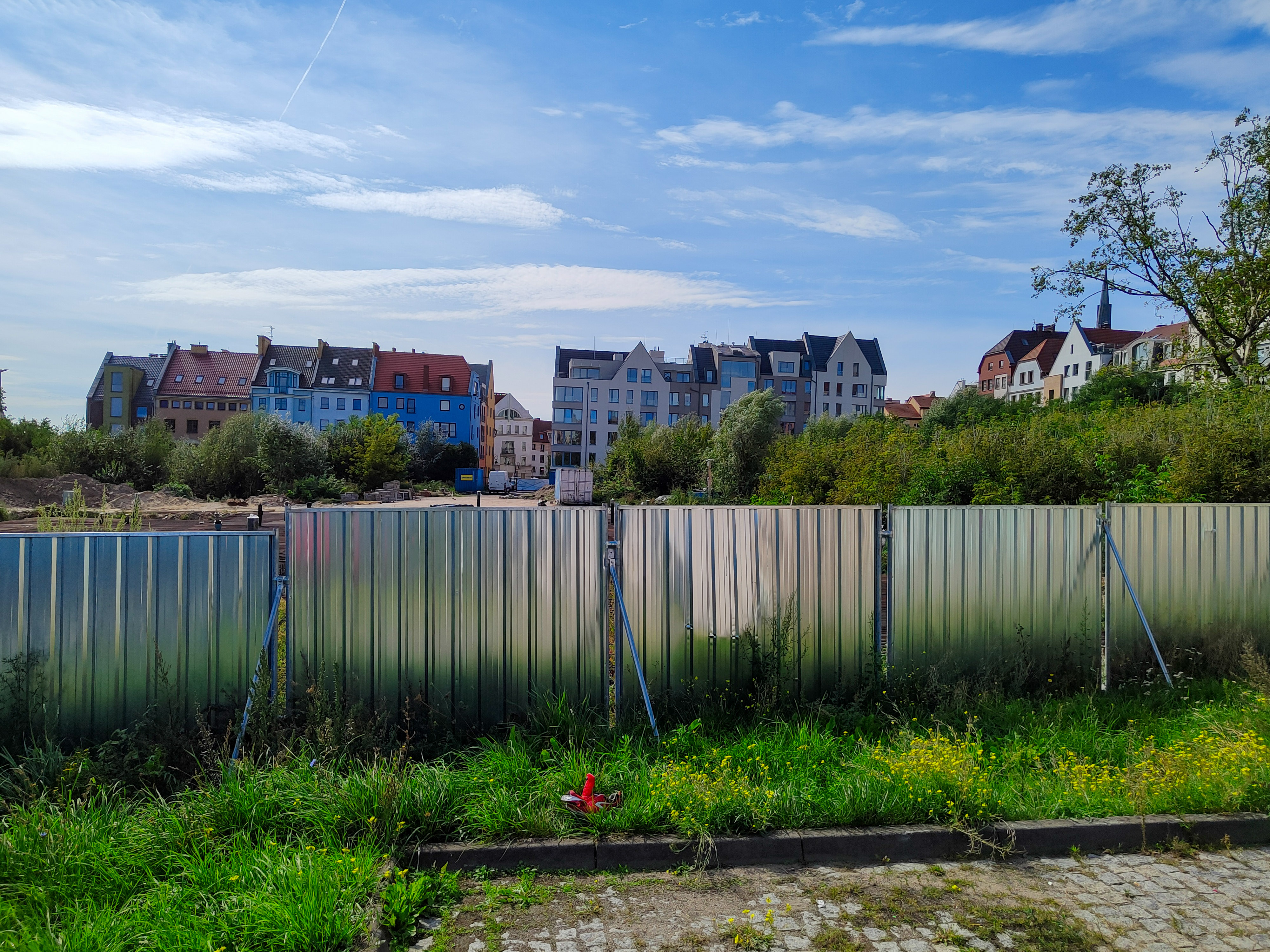
Prawa, niezabudowana strona ulicy